# Stefania Prestigiacomo

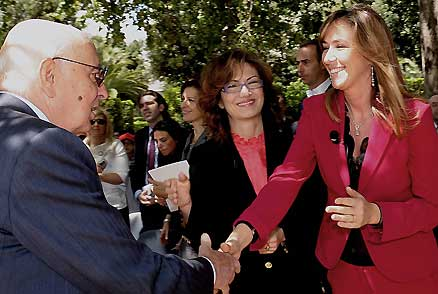
Od lewej: prezydent Giorgio Napolitano, minister Mariastella Gelmini, minister Stefania Prestigiacomo (2008)

Stefania Prestigiacomo (ur. 16 grudnia 1966 w Syrakuzach) – włoska polityk, parlamentarzystka, minister w kilku rządach.

## Życiorys
Ukończyła studia wyższe z zakresu administracji publicznej. Pod koniec lat 80. została przewodniczącą organizacji młodzieżowej Giovani Imprenditori na Sycylii. W 1994, 1996, 2001, 2006, 2008, 2013 i 2018 wybierana na posłankę do Izby Deputowanych XII, XIII, XIV, XV, XVI, XVII i XVIII kadencji. Początkowo należała do Forza Italia, następnie została działaczką powstałego m.in. na bazie tego ugrupowania Ludu Wolności, po czym w 2013 dołączyła do reaktywowanej partii FI.
W drugim i trzecim rządzie Silvia Berlusconiego (od 2001 do 2006) sprawowała urząd ministra ds. równouprawnienia. Po zwycięstwie centroprawicy w przedterminowych wyborach w 2008 ponownie weszła w skład rządu jako minister środowiska. Funkcję tę pełniła do 2011.